# غرباء الشام
غرباء الشام كانت مجموعة من الجهاديين من أصل تركي ومن دول الكتلة الشرقية السابقة الذين هربوا المقاتلين الأجانب إلى العراق، وتدخلوا في لبنان خلال نزاع لبنان 2007، وقاتلوا في سوريا خلال الحرب الأهلية السورية. المجموعة نسقت مع جبهة النصرة في الاشتباكات مع وحدات حماية الشعب في نوفمبر 2012 وفي يناير 2013. المجموعة انحلت أو على ما يبدو اختفت في عام 2014.

## الهيكل
المجموعة أسست من قبل محمود قول أغاسي أحد وعاظ حلب، الذي كان معروف كذلك بأبو القعقاع. اتهم في أغلب الأحيان من قبل أحزاب معارضة سورية بالعمل للمخابرات وخلال نزاع لبنان 2007 كان معروف بعراب فتح الإسلام. اعتقد على نحو واسع من قبل العديد من الشعب اللبناني أن المجموعة تقوم بتهريب المقاتلين إلى العراق أثناء حرب العراق وفيما بعد إلى مخيم نهر البارد للاجئين لمساعدة فتح الإسلام تحت الإشراف المزعوم للحكومة السورية. قتل أبو القعقاع في حلب من قبل سجين سابق الذي كان محتجز من قبل الأمريكيين أثناء حرب العراق في 28 سبتمبر 2007. جند أعضاء المجموعة في سوريا وأرسلوا إلى العراق للقتال أثناء حرب العراق.